# Mino Martinazzoli
Fermo Mino Martinazzoli (ur. 3 listopada 1931 w Orzinuovi, zm. 4 września 2011 w Brescii) – włoski polityk i prawnik, minister w kilku rządach, parlamentarzysta, ostatni lider Chrześcijańskiej Demokracji (DC).

## Życiorys
Z wykształcenia prawnik, kształcił się m.in. w Collegio Borromeo w Pawii. Zaangażował się w działalność polityczną w ramach Chrześcijańskiej Demokracji. Pierwszą funkcją publiczną było stanowisko asesora ds. kultury we władzach wykonawczych jego rodzinnej miejscowości. W latach 1970–1972 kierował administracją prowincji Brescia. Był też radnym miejskim (1975–1980).
W latach 1972–1983 sprawował mandat senatora VI, VII i VIII kadencji. Następnie do 1992 był posłem do Izby Deputowanych IX i X kadencji. Kolejne dwa lata spędził w Senacie XI kadencji.
Od 1983 do 1986 sprawował urząd ministra sprawiedliwości. W latach 1989–1990 był ministrem obrony, a w okresie 1991–1992 zajmował stanowisko ministra ds. reform instytucjonalnych i spraw regionalnych. Stopniowo awansował w hierarchii partyjnej chadeków. Od 1986 do 1989 kierował klubem poselskim partii w Izbie Deputowanych. W 1992 został przywódcą (sekretarzem) Chrześcijańskiej Demokracji, który w obliczu ujawnianych skandali korupcyjnych (afery Tangentopoli) z udziałem m.in. działaczy tego ugrupowania, doprowadził w 1994 do rozwiązania partii. W tym samym roku założył i stanął na czele Włoskiej Partii Ludowej. Ustąpił po kilku miesiącach w związku ze słabym wynikiem w wyborach parlamentarnych w 1994.
Po odejściu z parlamentu Mino Martinazzoli przez lata pozostawał dalej aktywny w polityce jako burmistrz Bresci (1994–1998) i radny rady regionalnej w Lombardii (2000–2005). Po likwidacji Włoskiej Partii Ludowej w związku z powstaniem Margherity przez kilka lat (do 2005) działał w stronnictwie UDEUR.